# 니시카쓰라기촌
니시카쓰라기촌(일본어: 西葛城村)은 일본 오사카부 미나미군·센난군에 설치되었던 촌이다. 현재의 가이즈카시에 해당한다.